# تيري كينيدي (متزلج لوحي)
تيري كينيدي (بالإنجليزية: Terry Kennedy)‏ هو متزلج لوحي أمريكي، ولد في 27 مارس 1985 في لونغ بيتش في الولايات المتحدة.

## وصلات خارجية
- تيري كينيدي على موقع IMDb (الإنجليزية)
- تيري كينيدي على موقع قاعدة بيانات الفيلم (الإنجليزية)